# Fresnes-sur-Escaut
Fresnes-sur-Escaut ist eine französische Gemeinde mit 7473 Einwohnern (Stand: 1. Januar 2022) im Département Nord in der Region Hauts-de-France. Sie gehört zum Arrondissement Valenciennes und zum Kanton Anzin. Die Einwohner heißen Fresnois.

## Geographie
Die Gemeinde Fresnes-sur-Escaut liegt im Regionalen Naturpark Scarpe-Schelde und im Nordfranzösischen Kohlerevier an der Schelde (frz. Escaut), in die hier der Fluss Haine mündet. Der Canal de Pommerœul à Condé verbindet die Schelde von hier aus mit dem belgischen Kanalsystem. Die Stadt Valenciennes ist elf Kilometer, die Grenze zu Belgien fünf Kilometer von Fresnes-sur-Escaut entfernt.
Umgeben wird Fresnes-sur-Escaut von den Nachbargemeinden Vieux-Condé im Norden, Condé-sur-l’Escaut im Nordosten, Quarouble im Osten, Vicq im Südosten, Onnaing im Süden, Escautpont im Südwesten und Odomez im Nordwesten.

## Bevölkerungsentwicklung
| Jahr                       | 1962 | 1968 | 1975 | 1982 | 1990 | 1999 | 2011 | 2020 |
| Einwohner                  | 8983 | 9069 | 8373 | 8218 | 8187 | 7607 | 7688 | 7453 |
| Quellen: Cassini und INSEE |      |      |      |      |      |      |      |      |

## Sehenswürdigkeiten
- Château de Stanislas Desandrouin

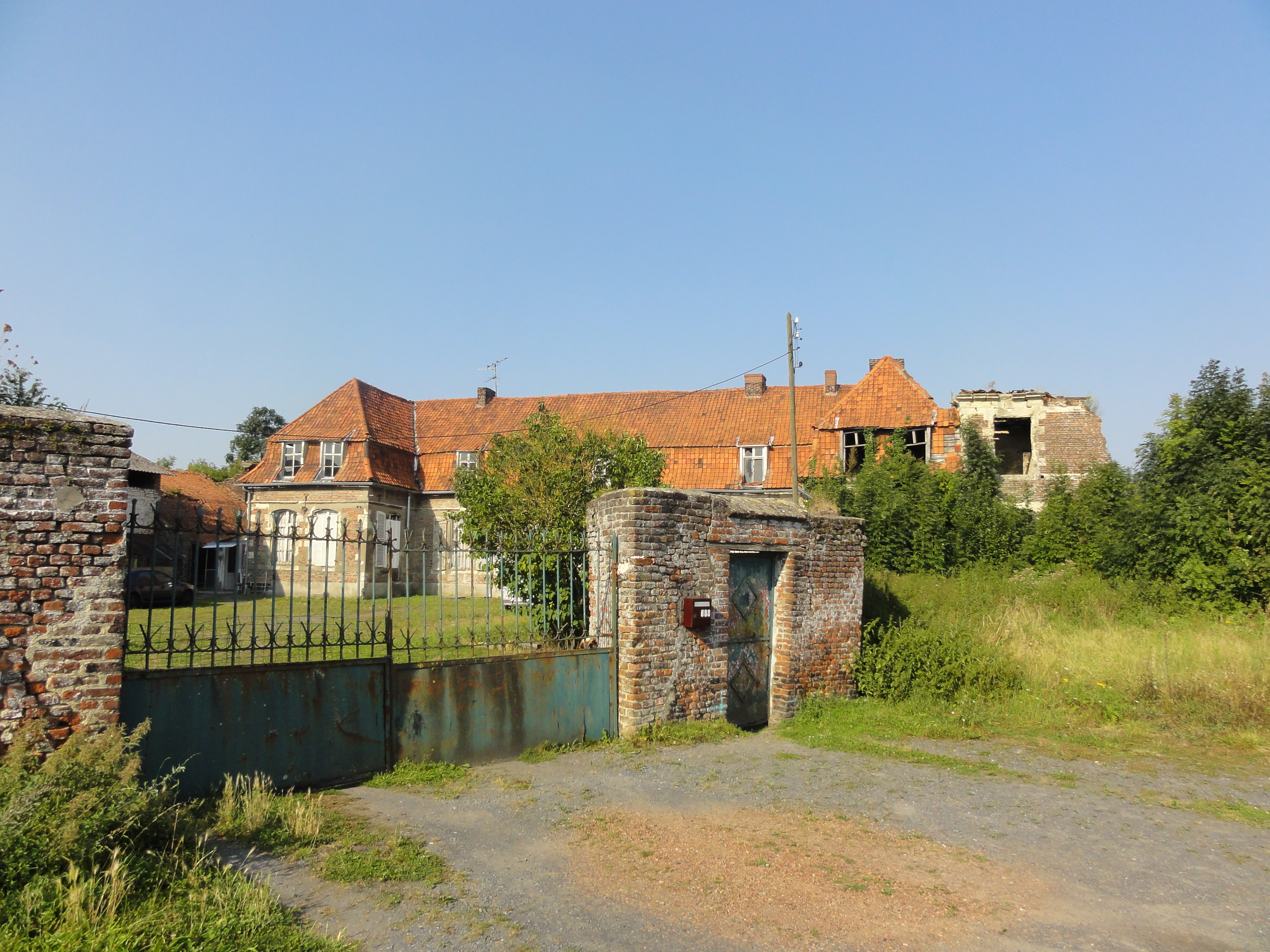
Château des Douaniers
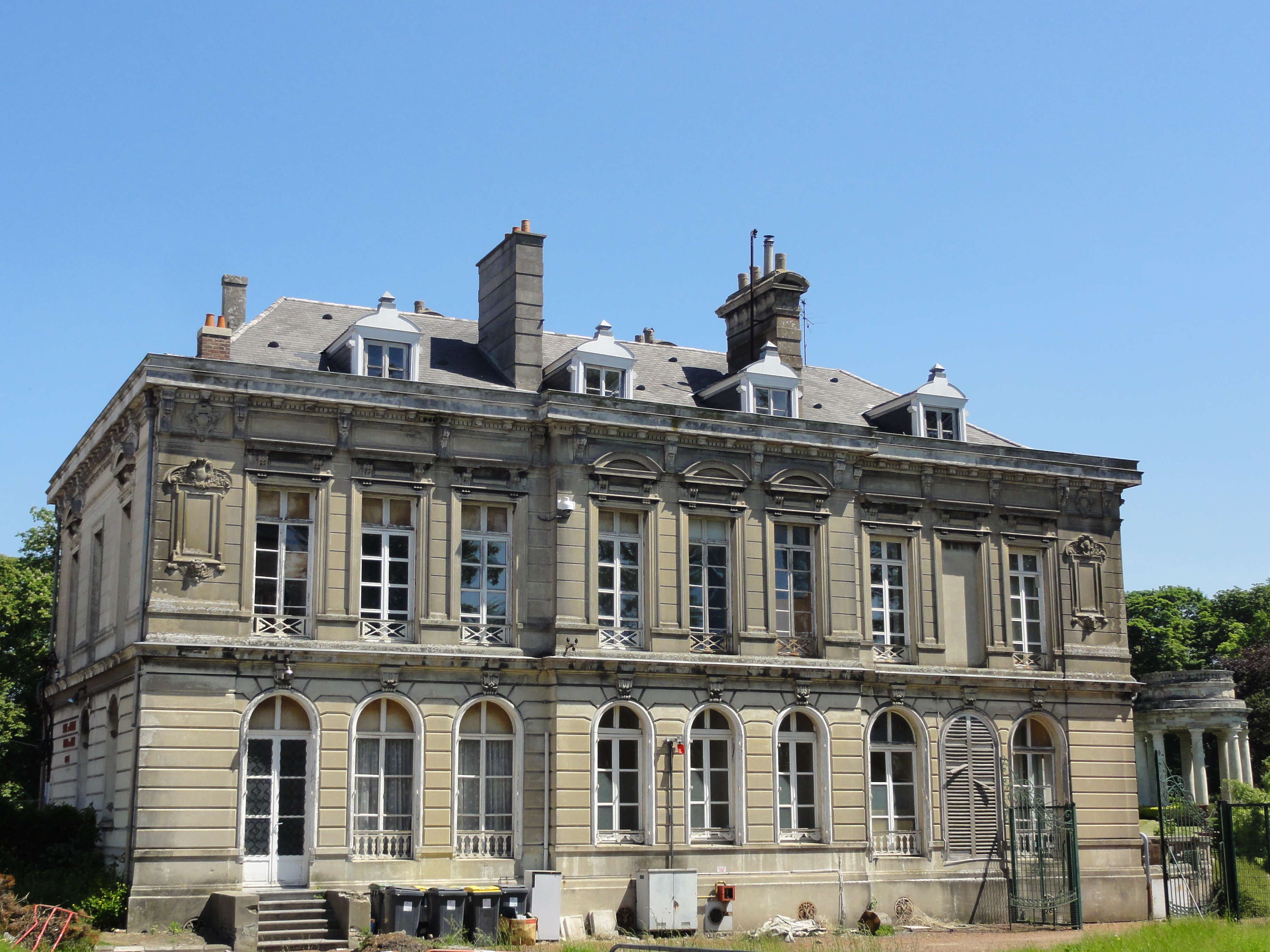
Château de Stanislas Desandrouin
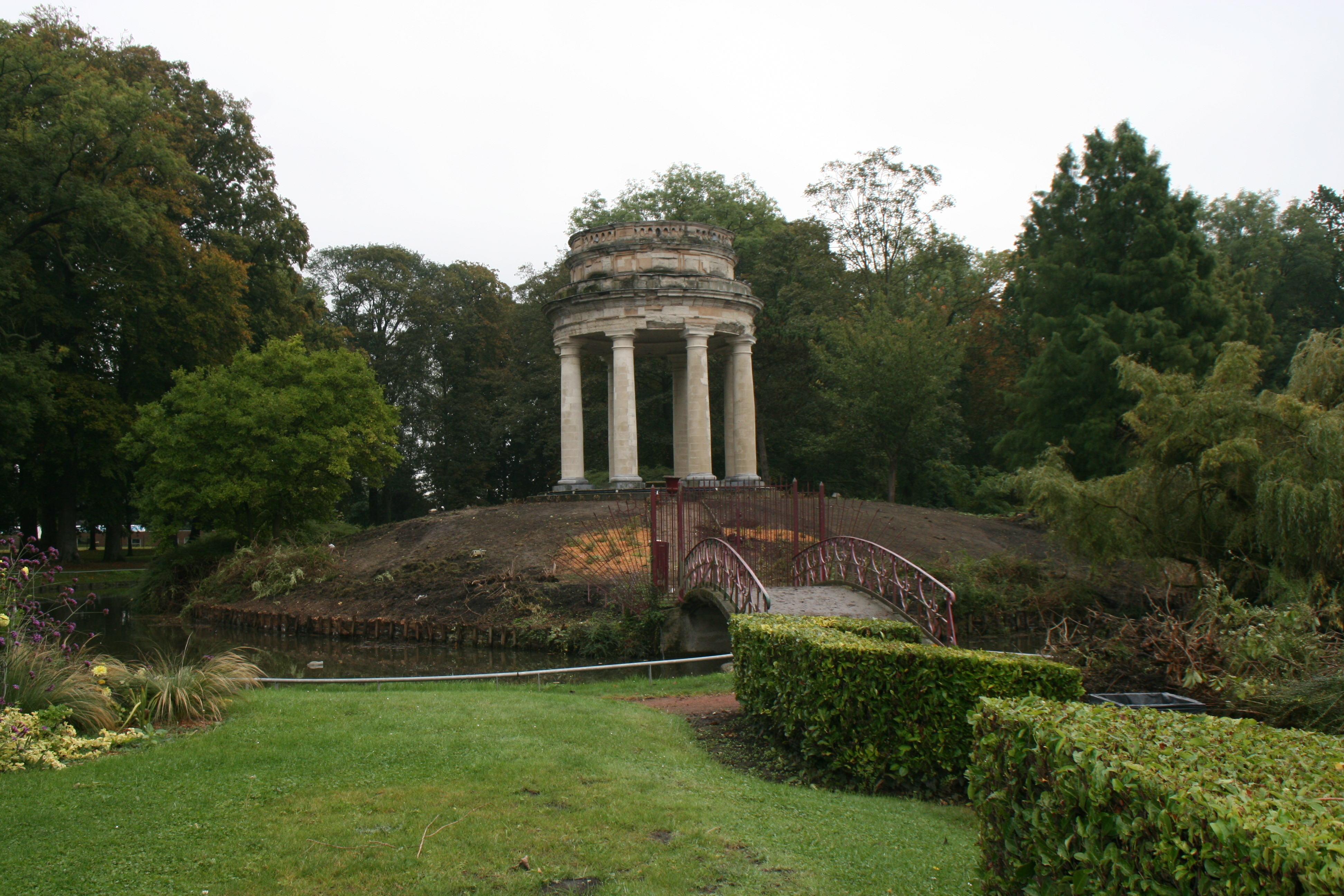
Tempel der Liebe im Park Joliot-Curie
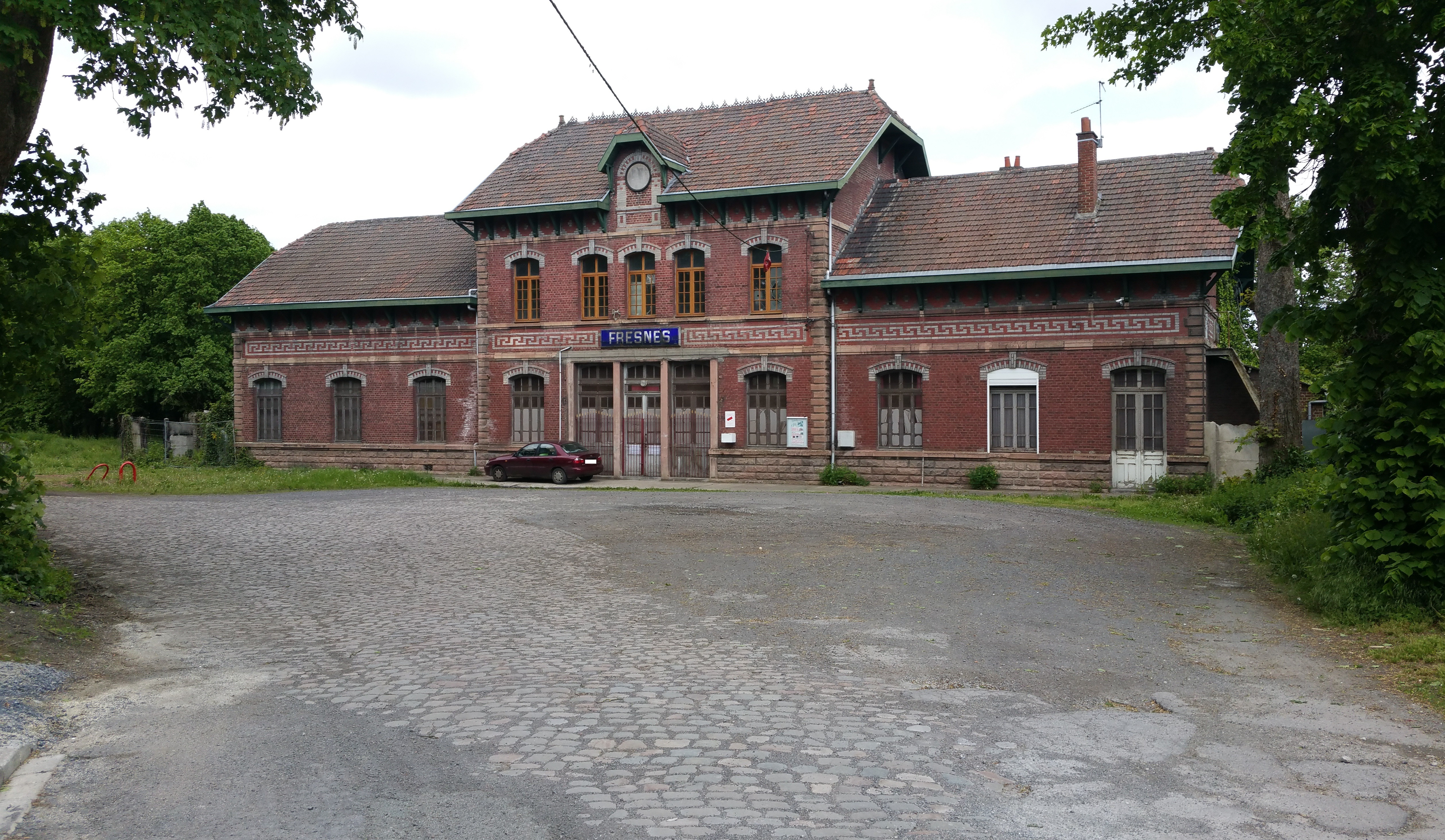
Ehemaliger Bahnhof
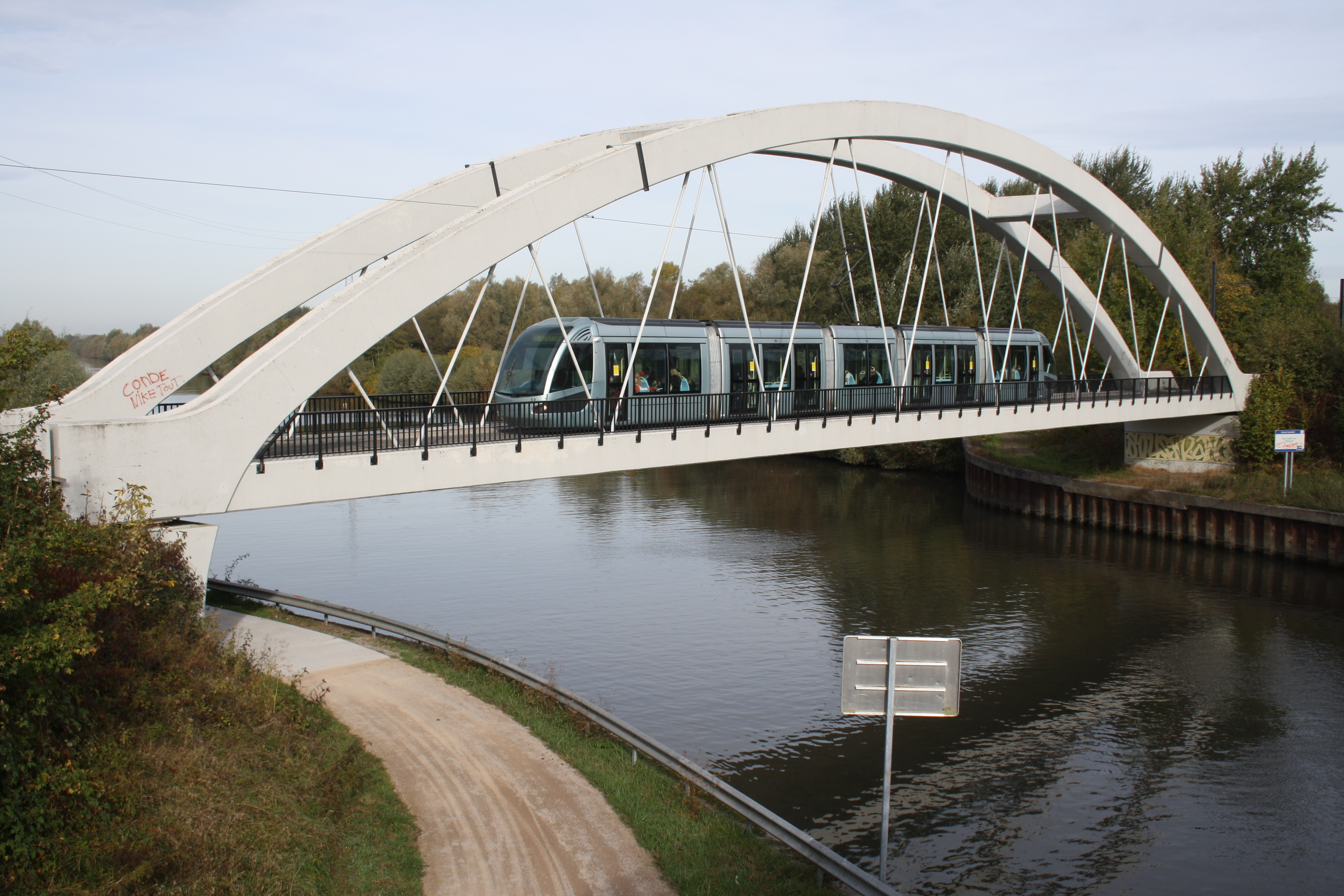
Straßenbahnbrücke über die Schelde
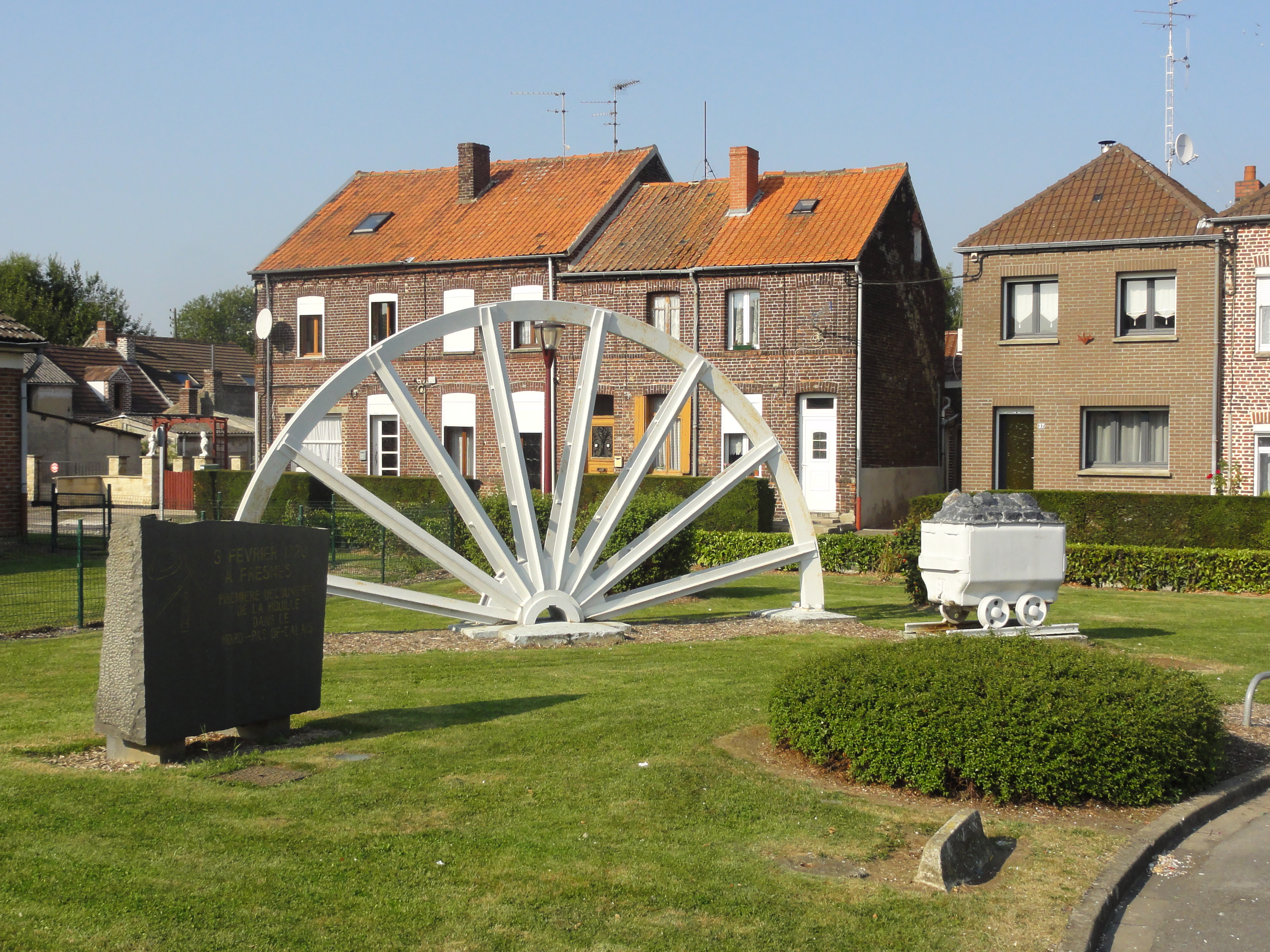
Denkmal zur Entdeckung der Steinkohle im Gemeindegebiet zu Beginn des 18. Jahrhunderts
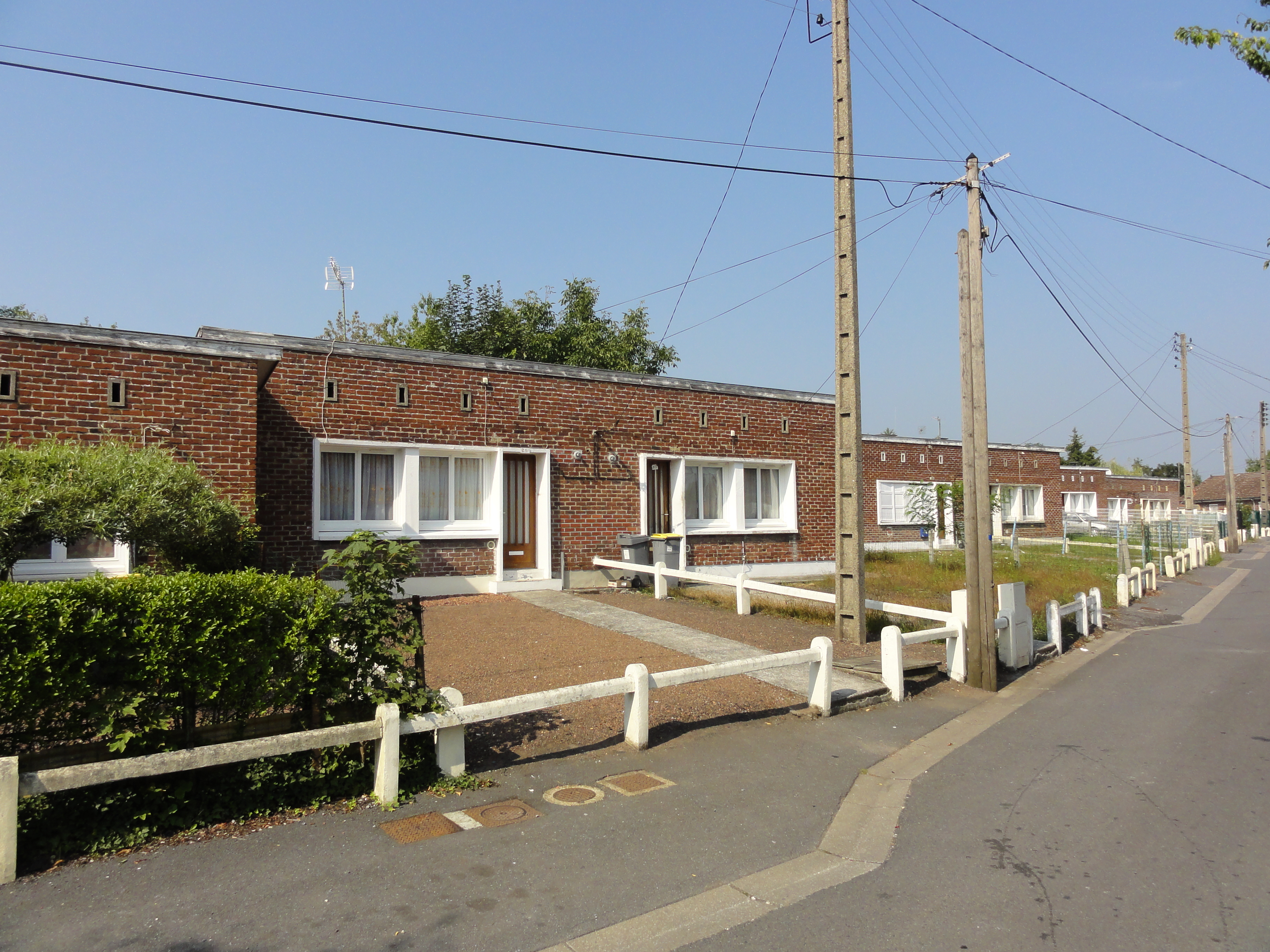
Bergarbeitersiedlung der Zeche Soult des mines de Thivencelle

- Park Joliot-Curie

- Château des Douaniers
- Château de Stanislas Desandrouin
- Tempel der Liebe im Park Joliot-Curie
- Ehemaliger Bahnhof
- Straßenbahnbrücke über die Schelde
- Denkmal zur Entdeckung der Steinkohle im Gemeindegebiet zu Beginn des 18. Jahrhunderts
- Bergarbeitersiedlung der Zeche Soult des mines de Thivencelle

## Persönlichkeiten
- Henri Laoust (1905–1983), Orientalist
- Bruno Zaremba (* 1955), Fußballspieler
- Pascal Zaremba (* 1959), Fußballspieler